# Sara Burgerhartstraat 5
De Sara Burgerhartstraat 5, Amsterdam is een gebouw in Amsterdam-West.
In de periode na de tweede Wereldoorlog werd qua woningbouw vol ingezet op de uitvoer van het Algemeen Uitbreidingsplan van Cor van Eesteren. Woonwijken werden uit de grond gestampt en werden na enige jaren opgevolgd door de bouw van benodigde scholen. In de omgeving van de Sara Burgerhartstraat en Wiltzanghlaan werd een terreintje (plaatselijk bekend als Scholendriehoek) vrijgelaten voor scholen, eerst noodscholen maar snel gevolgd door stenen gebouwen. Er verscheen een kleuterschool, een lagere school en in 1959/1960 een ULO. De noodzaak voor een lagere school kwam in 1950. Men schatte in dat in het jaargang 1957/1958 onderdak geboden moest worden aan 110.000 leerlingen, een rigoureuze aanpassing van de schatting in 1948 (circa 75.000). Economische crisis en Tweede Wereldoorlog hielden daarvoor de bouw op, maar in 1950 vond Amsterdam de tijd rijp om weer zelf een school te bouwen; de laatst opgeleverde was de openluchtschool aan Stadionkade 113. Die school werd opgetrokken in de stijl van de Amsterdamse School, maar na de oorlog was er meer belangstelling voor licht en lucht. Dat hield onder meer in dat de klaslokalen groter werden om de kinderen meer ruimte te bieden voor zelfwerkzaamheid. De beoogd architect Jan Leupen van de Dienst der Publieke Werken en onderwijsinspecteur Piet Bakkum gingen in Zwitserland en Engeland kijken en kwamen met wat later bekend zou worden als H-school. In deze school was voor het eerst standaard een zaal ingebouwd voor uitvoeringen etc. Voor het overige waren de functies gescheiden. in die H-constructie was tevens plaats voor speelplaatsen en/of buitenles. De school werd op 14 april 1953 geopend met de naam Prinses Beatrixschool. Nog geen half jaar later kwam koningin Juliana der Nederlanden op werkbezoek. Ze zal niet geweten hebben dat de Prinses Julianaschool amper vijftig meter verder stond.    
Rond 1990 kreeg de school een nieuwe naam: Multatulischool (OBS Multatuli), de school staat in de buurt van de Multatuliweg en de Max Havelaarflats.
In 2008 werd het gebouw door gemeente Amsterdam geplaatst in de Top 100 Jonge Monumenten, een lijst van na-oorlogse gebouwen die geschikt waren voor benoeming tot rijksmonument of gemeentelijk monument. Op 10 februari 2009 werd het gebouw tot gemeentelijk monument verklaard. 
Opvallend is dat aan de school een elektriciteitshuisje is gekoppeld; tussen hoofdgebouw en huisje zijn grof betonnen balken te zien. Er is ter plekke niet alleen werk te zien van Leupen, maar ook werk van een veel bekendere architect. Aldo van Eyck ontwierp de zandbak op het terrein.

## Afbeeldingen

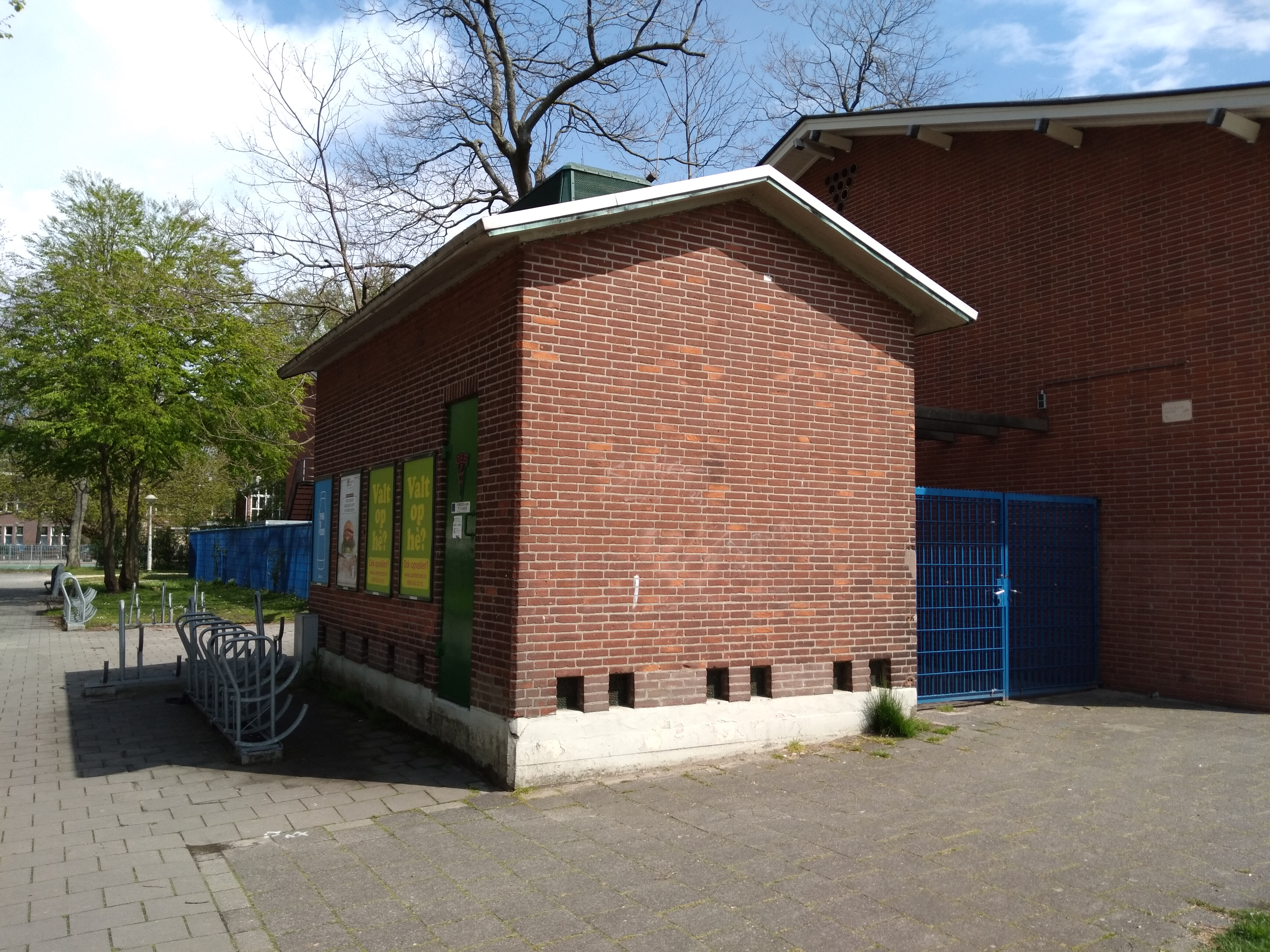
Elektriciteitshuisje (mei 2021)
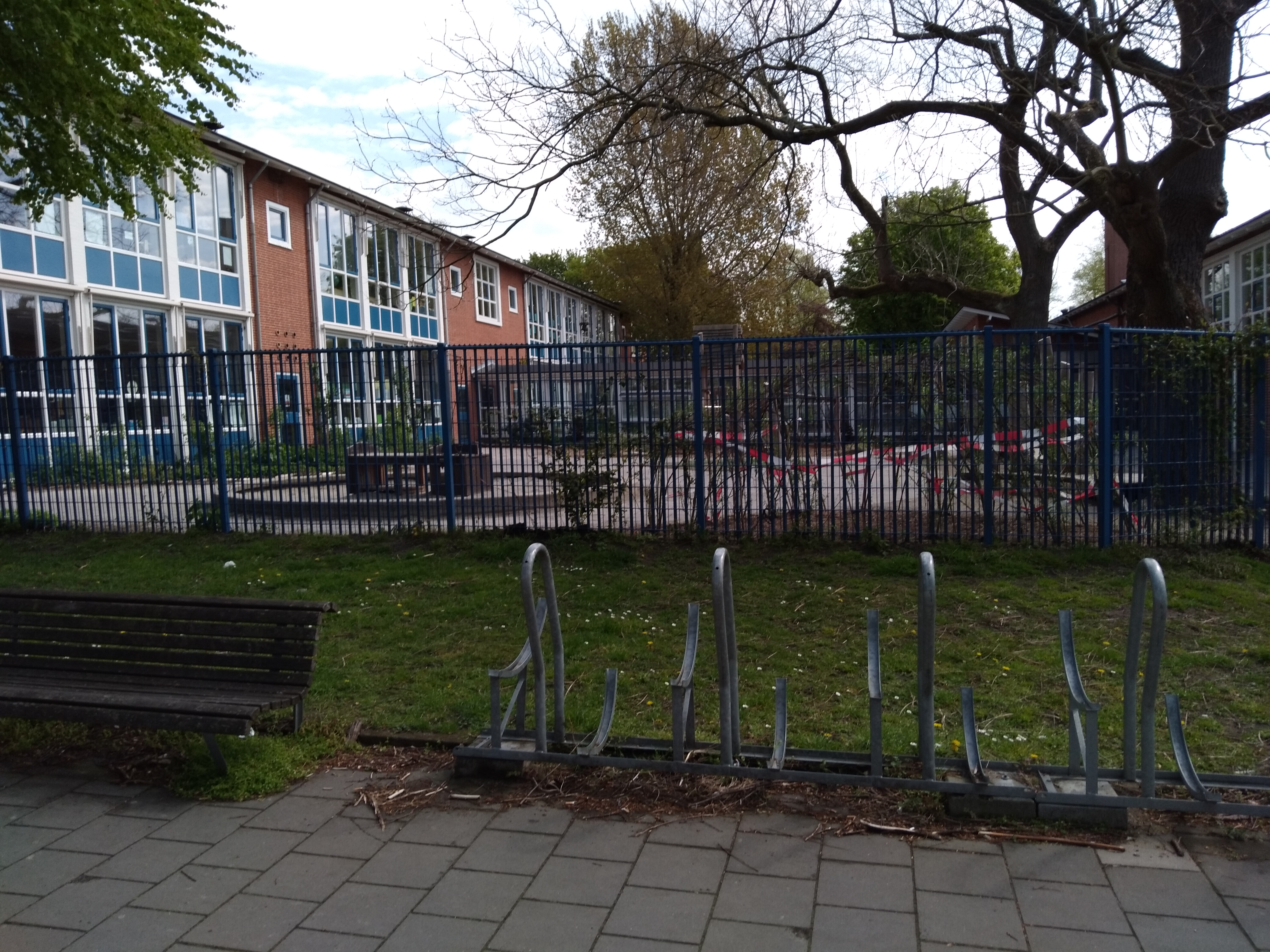
H-constructie met cirkelvormige zandbak (mei 2021)
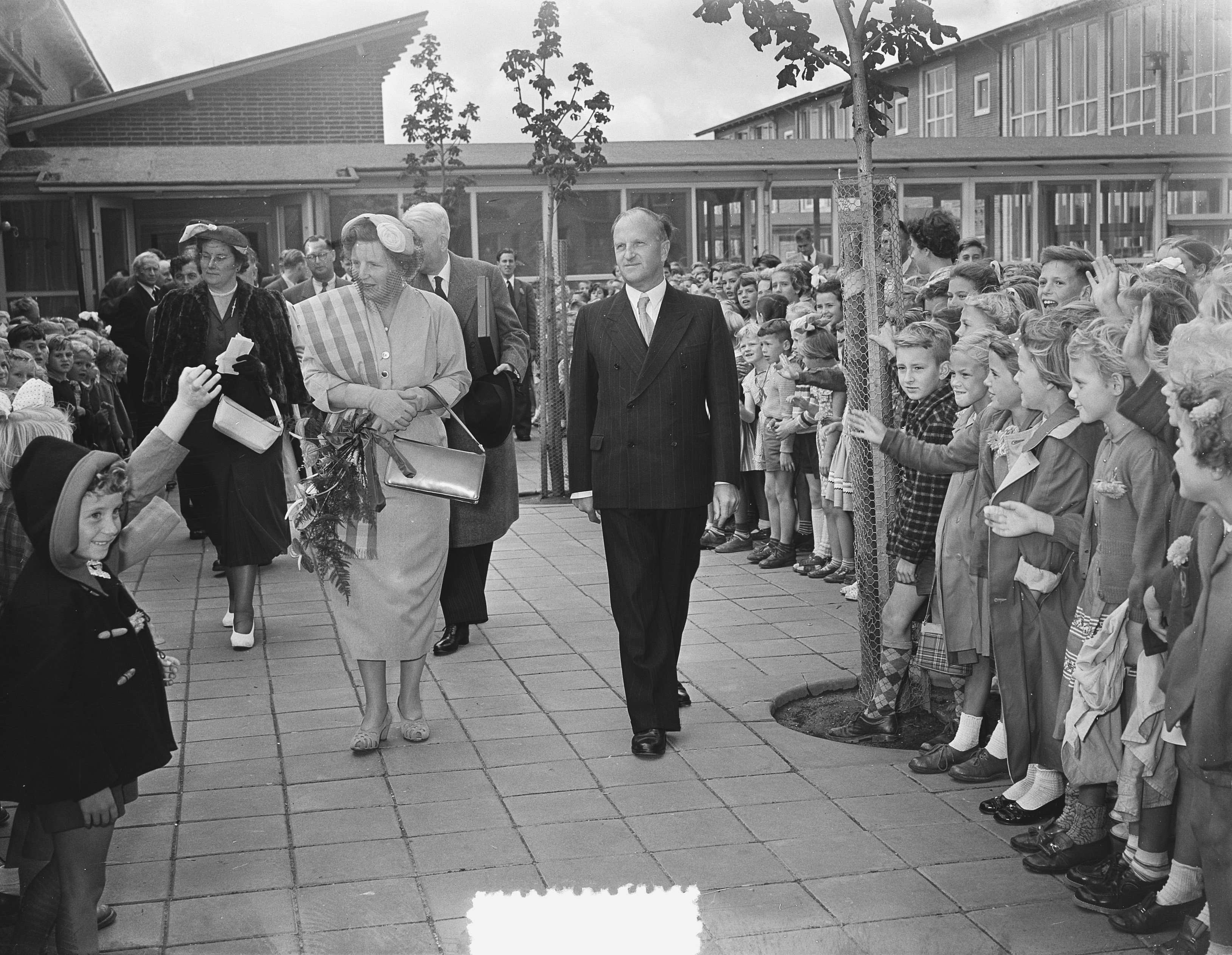
Juliana op de Beatrixschool (september 1953)